# Mister Monde
Ne doit pas être confondu avec Mister Univers ou Manhunt international.
Mister Monde est un concours de beauté international concernant les jeunes hommes du monde entier. Créé en 1996, il devait initialement avoir lieu chaque année mais se tient de façon irrégulière. Il est considéré comme l'un des plus grands concours de beauté masculine internationaux.
Mister Monde est géré par Julia Morley, présidente de Miss Monde.

## Palmarès
| Année | Lauréat                  | Pays       | Lieu d’élection            | Participants | Premier dauphin         | Second dauphin         |
| ----- | ------------------------ | ---------- | -------------------------- | ------------ | ----------------------- | ---------------------- |
| 1996  | Tom Nuyens               | Belgique   | - Istanbul, Turquie        | 50           | Gabriel Soto Borja-Diaz | Karahan Çantay         |
| 1998  | Sandro Finoglio Speranza | Venezuela  | - Troia, Portugal          | 43           | Germán Cardoso          | Gregory Rossi          |
| 2000  | Ignacio Kliche Longardi  | Uruguay    | - Perth, Royaume-Uni       | 32           | Marcello Barkowski      | Dante Spencer          |
| 2003  | Gustavo Narciso Gianetti | Brésil     | - Londres, Royaume-Uni     | 38           | Assaad Tarabay          | Fabien Hauquier        |
| 2007  | Juan García Postigo      | Espagne    | - Sanya, Chine             | 56           | Lucas Gil               | Lejun Tony Jiang       |
| 2010  | Kamal Ibrahim            | Irlande    | - Incheon, Corée du Sud    | 74           | Josef Karas             | Kenneth Okolie,        |
| 2012  | Francisco Escobar        | Colombie   | - Detling, Royaume-Uni     | 48           | Andrew Wolff            | Leo Delaney            |
| 2014  | Nicklas Pedersen         | Danemark   | - Torbay, Royaume-Uni      | 48           | Emmanuel Ikubese        | José Pablo Minor       |
| 2016  | Rohit Khandelwal         | Inde       | - Southport, Royaume-Uni   | 46           | Fernando Álvarez        | Aldo Esparza           |
| 2019  | Jack Heslewood           | Angleterre | - Quezon City, Philippines | 72           | Fezile Mkhize           | Brian Faugier González |
| 2024  | Daniel Mejía (en)        | Porto Rico | - Phan Thiết, Viêt Nam     | 60           | Phạm Tuấn Ngọc          | Antonio Company        |

### Victoire par pays

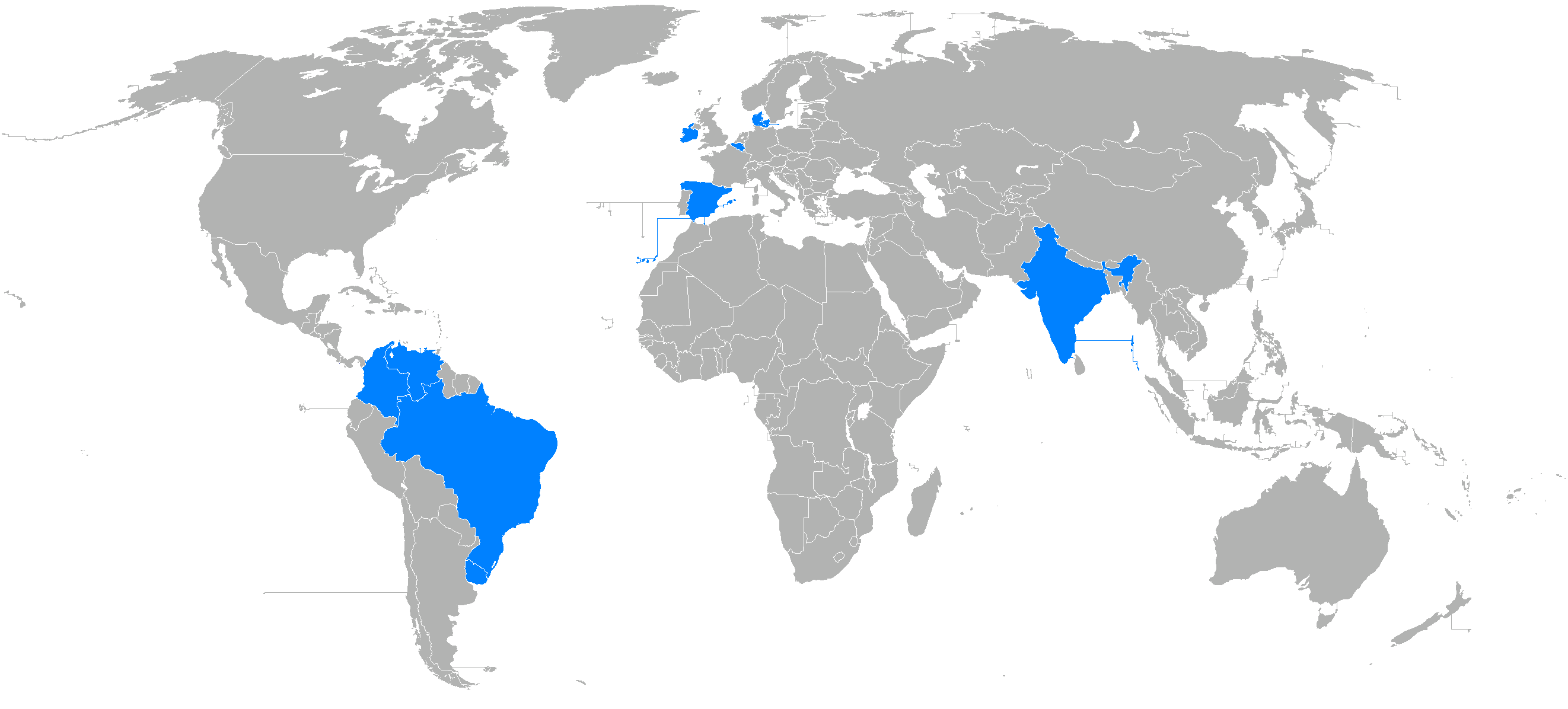
Nombre de lauréats du titre de Mister Monde par pays.

| Pays       | Titres | Années |
| ---------- | ------ | ------ |
| Porto Rico | 1      | 2024   |
| Angleterre | 1      | 2019   |
| Inde       | 1      | 2016   |
| Danemark   | 1      | 2014   |
| Colombie   | 1      | 2012   |
| Irlande    | 1      | 2010   |
| Espagne    | 1      | 2007   |
| Brésil     | 1      | 2003   |
| Uruguay    | 1      | 2000   |
| Venezuela  | 1      | 1998   |
| Belgique   | 1      | 1996   |